# SDEWES Centre

SDEWES Centre je Međunarodni centar za održivi razvoj energetike, voda i okoliša, nevladina i neprofitna znanstvena organizacija. 

## Način djelovanja
SDEWES Centre je osnovan nakon uspješnog organiziranja četiri znanstvene konferencije o održivom razvoju energetike, vode i okoliša u Dubrovniku, s ciljem da osigura širu platformu za komunikaciju i razmjenu ideja između znanstvenika i istraživača koja potiče multidisciplinarni pristup održivom razvoju 
SDEWES Centre promiče održivi razvoj energetike, vode i okoliša kroz organizaciju tečajeva, ljetnih škola, javnih predavanja, seminara i radionica i pružajući stručno mišljenje o važnim pitanjima održivosti. Privremeno sjedište trenutno ima na Sveučilištu u Zagrebu.

## Organizacija znanstvenih skupova
Prvu konferenciju o održivom razvoju energetike, vode i okoliša u Dubrovniku, organizirali su Sveučilište u Zagrebu u suradnji s Instituto Superior Técnico (Lisabon) 2002. godine. Konferenciju je sufinancirala Europska komisija. Od tad, još jedanaest uspješnih konferencija je organizirano 2003., 2005., 2007., 2009., 2011., 2012., 2013., 2014., 2015. i 2016. godine. 
Šesta SDEWES i osma SDEWES konferencija u Dubrovniku u 2011. i 2013. godini zajedno su privukle više od 2150 prijavljenih sažetaka znanstvenih radova, od kojih je prihvaćeno i objavljeno 900 radova. Prisustvovalo je 942 sudionika iz 62 zemlje. Radovi s konferencija objavljuju se u vodećim znanstvenim časopisima, te u časopisu koji je također u izdanju SDEWES Centre.
Konferencija 2012 je održana u Ohridu, a 2014. na cruzeru između Venecije i Istanbula.
U 2014. godini održana je i prva regionalna SEE SDEWES konferencija u Ohridu, Makedonija, posvećena zemljama Jugoistočne Europe.
Deseta jubilarna konferencija SDEWES 2015 održana je u Dubrovniku.
Druga regionalna SEE SDEWES konferencija održana je u Piranu, Slovenija, od 15. do 18. lipnja 2016. godine.
Također u 2016. godini, jedanaesta SDEWES konferencija održana je u  Lisabonu, Portugal.
U 2017. godini, dvanaesta SDEWES konferencija održat će se u Dubrovniku od 4. do 8 listopada.
Početkom 2018. godine, 1 LATIN AMERICAN SDEWES konferencija će se održati u Rio de Janeiru, Brazil.

## Sudjelovanje u projektima
SDEWES Centre formira znanstvene timove za vođenje istraživačkih projekata. Trenutno konzultanti SDEWES Centra sudjeluju u tri projekta sufinancirana od strane EU kroz program FP7 te fond START, koji je instrument financiranja u sklopu provedbe strategije Europske unije za dunavsku regiju.

## SDEWES Indeks
U skladu s ciljevima SDEWES Centra, razvijen je također i SDEWES indeks koji služi za usporedbu napora koje gradovi ulažu u aspekte kao što su razvoj održivog energetskog sustava, sustava vodoopskrbe i vodnog gospodarstva te očuvanja okoliša. Indeks se sastoji od 7 dimenzija, 35 indikatora i do 25 podindikatora. Trenutno je primijenjen na 120 gradova.

## Vanjske poveznice
- OBZOR 2020. Hrvatski portal okvirnog programa EU za istraživanja i inovacije  Arhivirana inačica izvorne stranice od 25. ožujka 2015. (Wayback Machine)
- Decarboni.se o SDEWES Centre  Arhivirana inačica izvorne stranice od 17. ožujka 2015. (Wayback Machine)
- Managenergy o SDEWES Centre  Arhivirana inačica izvorne stranice od 23. srpnja 2014. (Wayback Machine)
- EcoIQ o nevladinim organizacijama na području održivog razvoja  Arhivirana inačica izvorne stranice od 3. ožujka 2016. (Wayback Machine)
- Regionalni portal o znanstvenim organizacijama